# Ред-Дір (річка)
Ред-Дір (англ. Red Deer River) — річка у провінції Альберта, Канада. 
Бере початок на східному схилі Канадських скелястих гір. Тече у східному напрямку через міста Сондрі, Ред-Дір, Дромгелер та Блакфолдс і впадає у Південний Саскачеван.

## Галерея

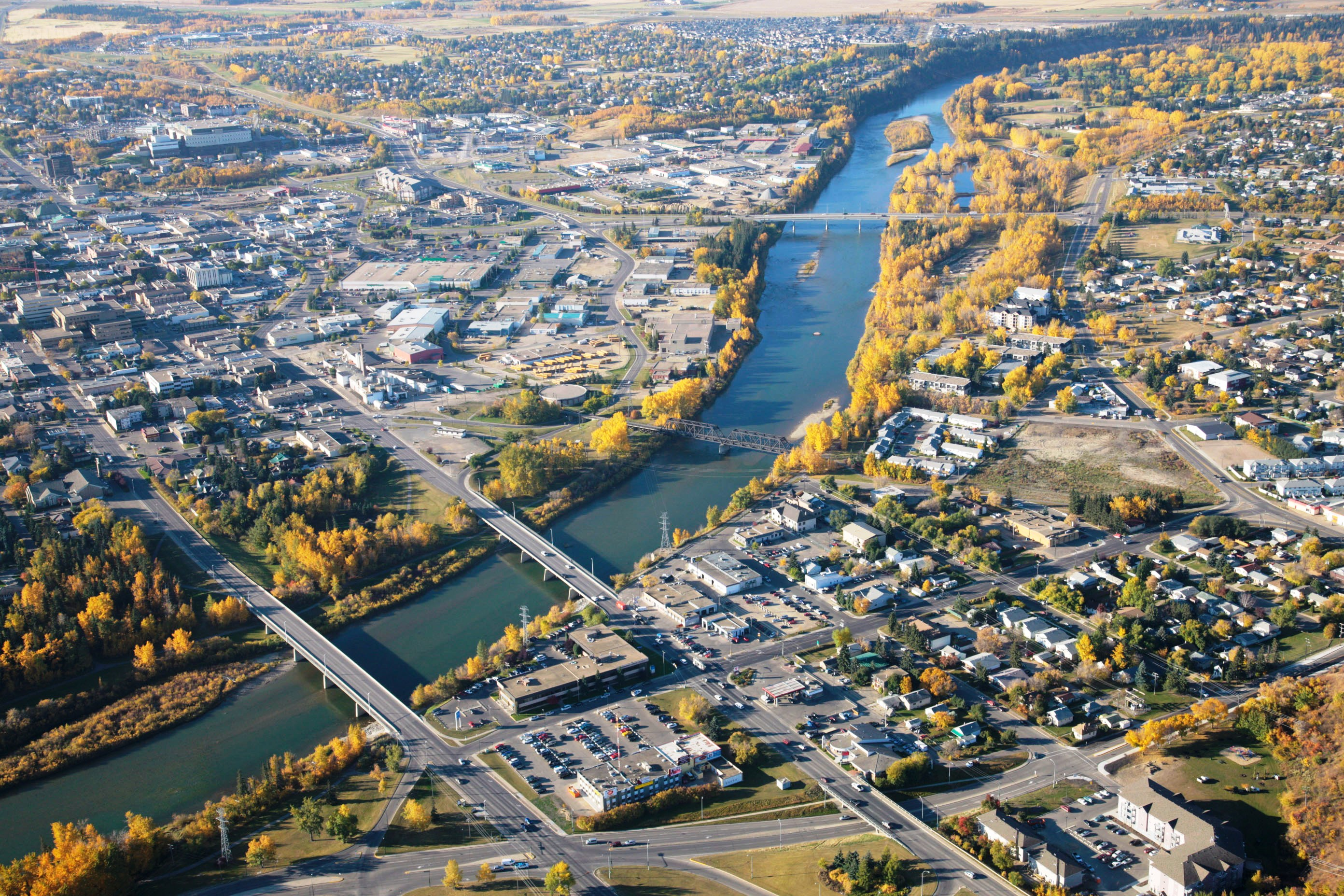
Вид на річку з висоти пташиного польоту
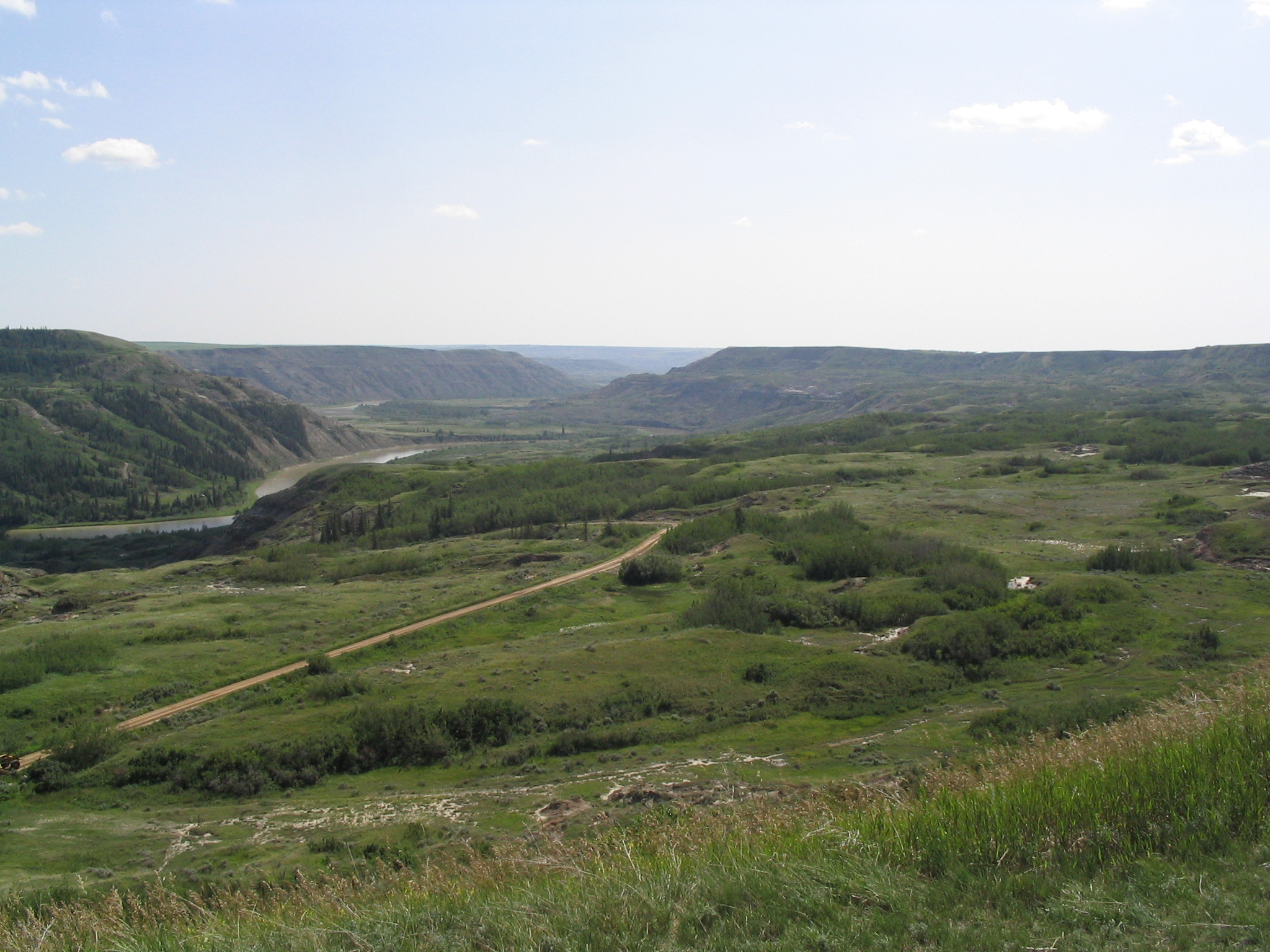
Провінційний парк Драй Айленд
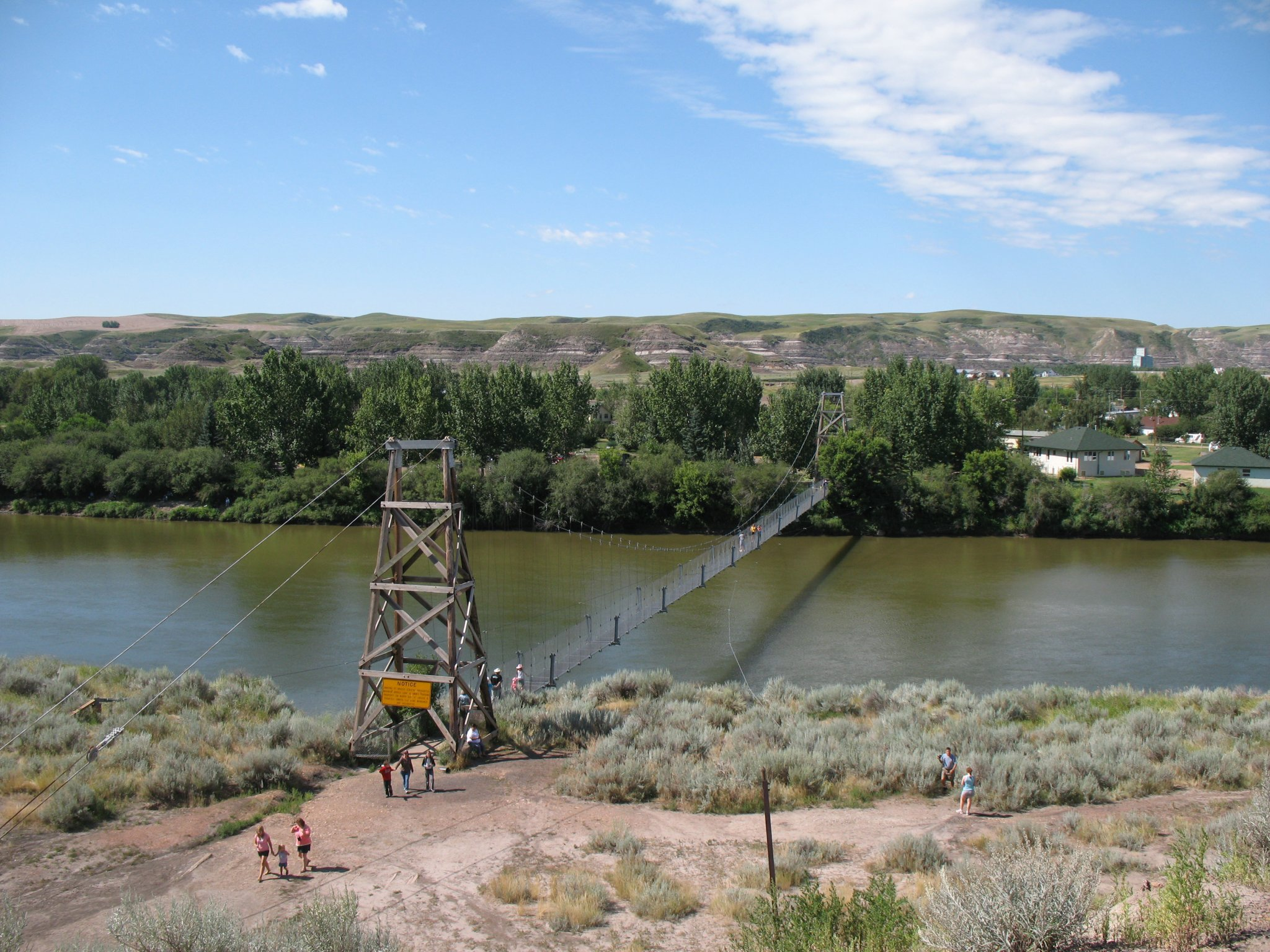
Підвісний міст вугільної шахти Стар